# Villedieu-le-Château
Villedieu-le-Château ist eine französische Gemeinde mit 384 Einwohnern (Stand: 1. Januar 2022) im Département Loir-et-Cher in der Region Centre-Val de Loire. Sie gehört zum Arrondissement Vendôme und ist Teil des Kantons Montoire-sur-le-Loir. Die Einwohner werden Casthéopolitains genannt.

## Geografie
Villedieu-le-Château liegt etwa 45 Kilometer nördlich von Tours. Umgeben wird Villedieu-le-Château von den Nachbargemeinden 
- Vallée-de-Ronsard mit Tréhet im Norden und Couture-sur-Loir im Nordosten,
- Montrouveau im Osten,
- Chemillé-sur-Dême im Süden und Südosten,
- Épeigné-sur-Dême im Süden,
- Beaumont-sur-Dême im Westen und Südwesten,
- Marçon im Westen,
- La Chartre-sur-le-Loir im Nordwesten.

## Einwohnerentwicklung
| 1962                       | 1968 | 1975 | 1982 | 1990 | 1999 | 2006 | 2017 |
| 774                        | 719  | 605  | 553  | 462  | 420  | 410  | 414  |
| Quellen: Cassini und INSEE |      |      |      |      |      |      |      |

## Sehenswürdigkeiten
- Menhir Bouillant
- Reste des Priorats Saint-Jean-Baptiste aus dem 14. Jahrhundert, Monument historique seit 1929/1951

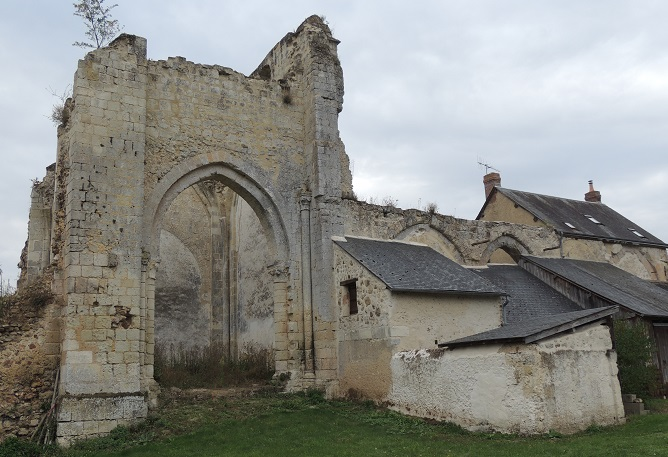
Ruine des Priorats Saint-Jean-Baptiste

- Kirche Saint-Jean-Baptiste